# Sonnenberg (Schirgiswalde-Kirschau)

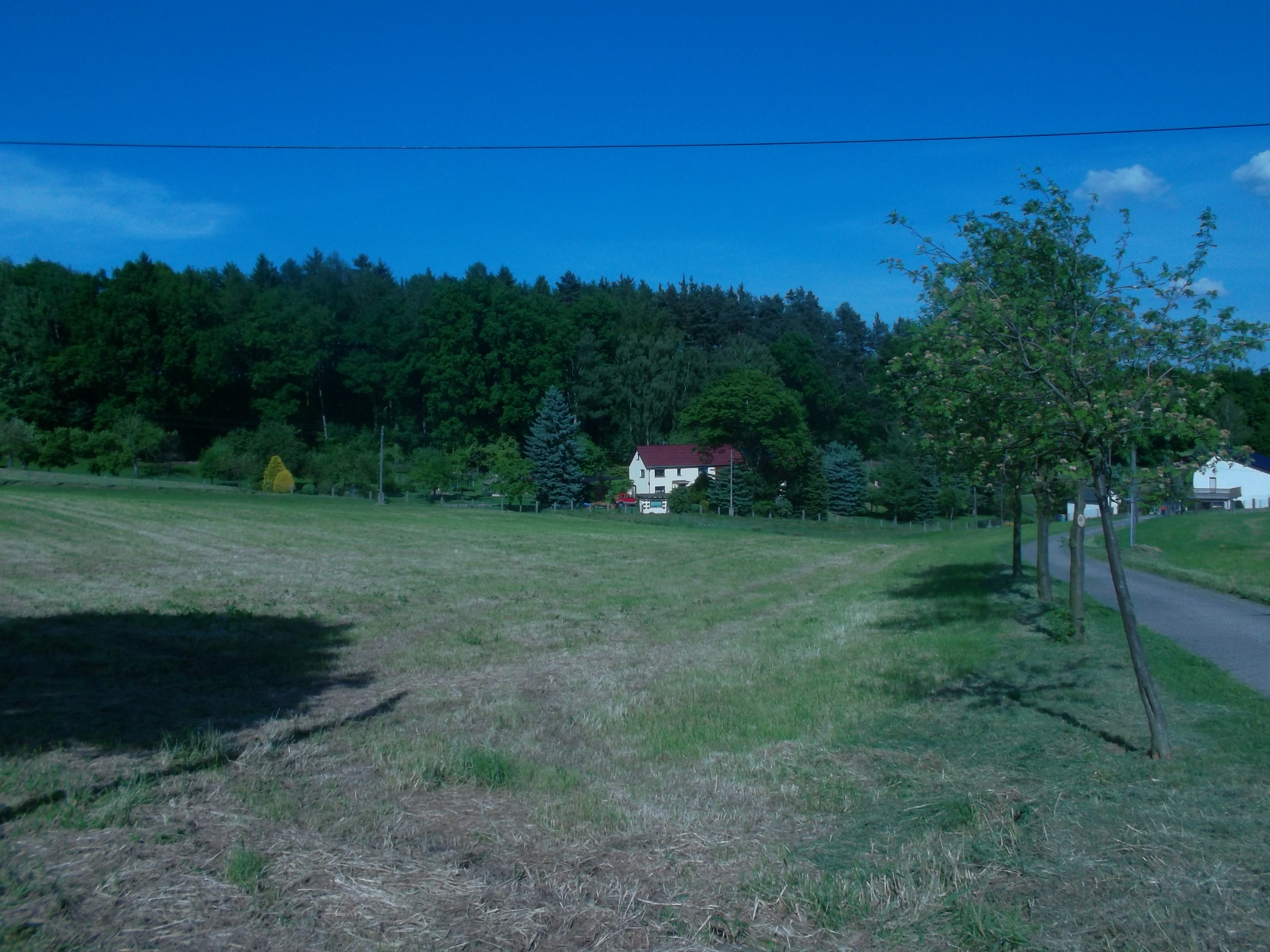
Sonnenberg

Sonnenberg (obersorbisch Słónčna Hora oder Zombark) ist ein Ortsteil der Stadt Schirgiswalde-Kirschau im sächsischen Landkreis Bautzen.

## Geographie

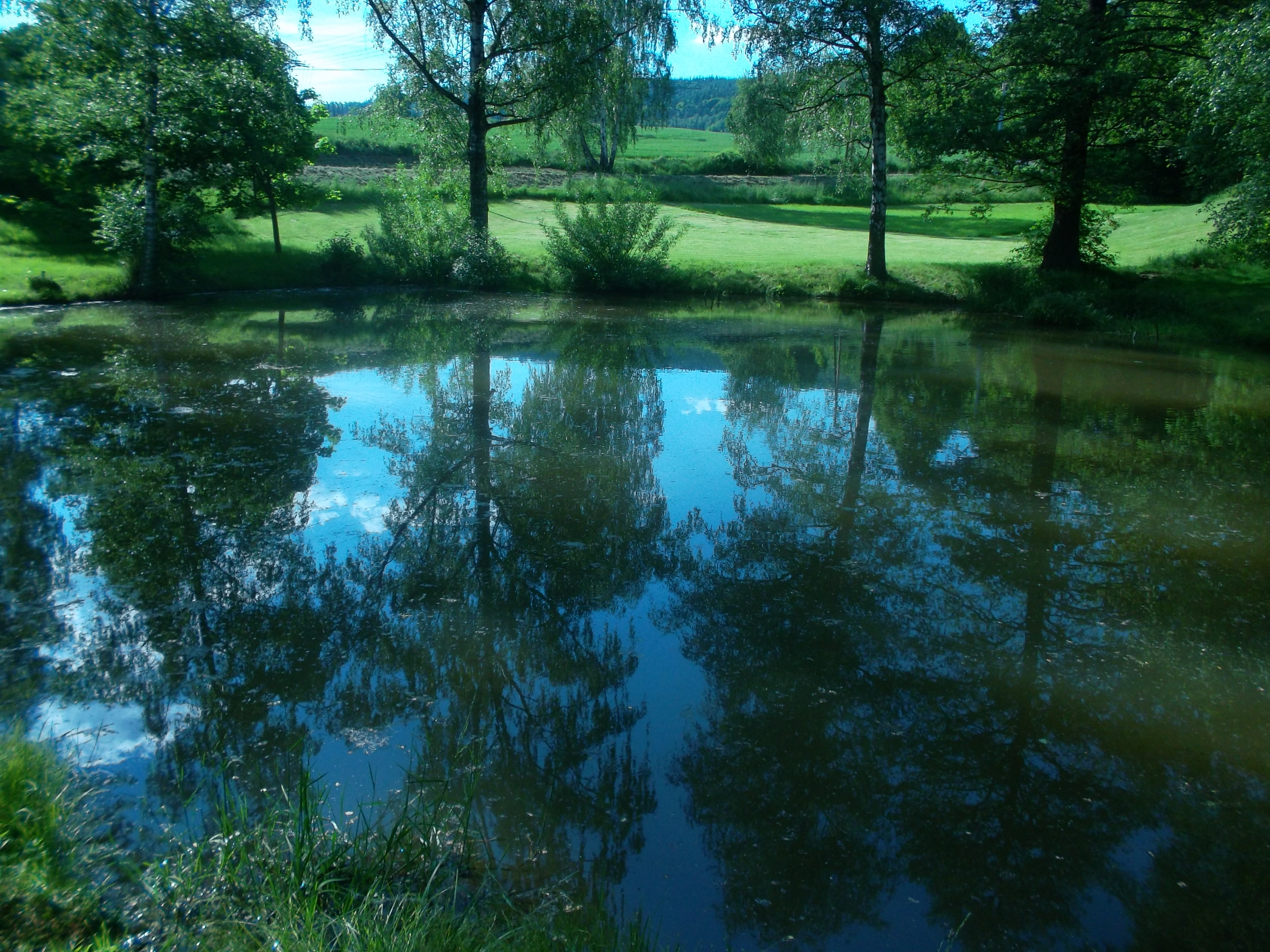
Kleiner Teich an der Sonnenberger Straße

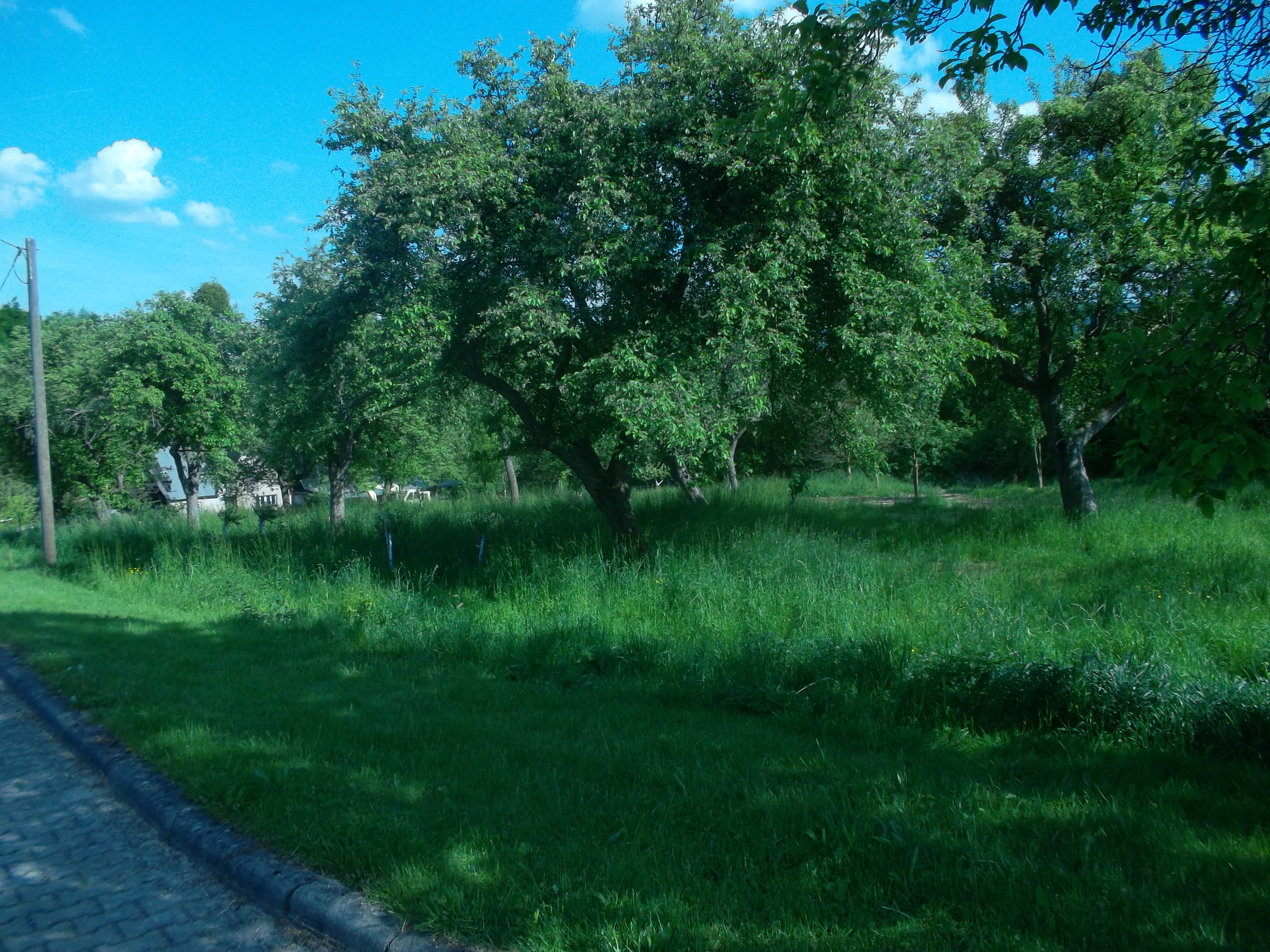
Streuobstwiese in Sonnenberg

Sonnenberg befindet sich südöstlich von Bautzen im Lausitzer Bergland. Die Ansiedlung liegt am Südosthang des 384 m hohen Sonnenberges und des 447,4 m hohen Mönchswalder Berg in einem linken Seitental des Butterwassers.

## Geschichte
Sonnenberg entstand zum Ende des 18. Jahrhunderts als Ausbau des Gutes Rodewitz. Das erste der Häuser war wahrscheinlich die „Sonnenschenke“, für die Gottlieb Zschecke 1768 von der Herrschaft Crostau Bauland zugeteilt wurde. Entlang der Talrinne wuchs schließlich um 1787 eine kleine Häusergruppe als Ansiedlung von Hofarbeitern des Gutes Rodewitz. Nach der Auflösung des Rittergutes bildeten sich nach 1846 in Sonnenberg einige Kleinbauernwirtschaften. In der zweiten Hälfte des 20. Jahrhunderts entstanden im Wald mehrere Landhäuser. 1955 legte die Freiwillige Feuerwehr Rodewitz in Sonnenberg einen Löschwasserteich an.
Sonnenberg war nie eigenständig. Bis zum 1. Januar 1999 bildete es einen Ortsteil der Gemeinde Rodewitz/Spree und wurde danach mit diesem zusammen nach Kirschau eingemeindet. Seit dem 1. Januar 2011 gehört Sonnenberg zur Stadt Schirgiswalde-Kirschau.
Auf dem Sonnenberg befindet sich ein Aussichtspunkt. Außerdem besteht im Ort ein Wanderpark- und Grillplatz.